# أقبلاغ بهمن
أقبلاغ بهمن هي قرية في مقاطعة سراب، إيران. عدد سكان هذه القرية هو 86 في سنة 2006.